# Thomas Schelling
Thomas Crombie Schelling, ameriški ekonomist, * 14. april 1921, Oakland, Kalifornija, Združene države Amerike, † 13. december 2016, Bethesda, Maryland. 
Bil je profesor za zunanjo politiko, nacionalno varnost, jedrsko strategijo in nadzor orožja na Univerzi Marylanda (College Park), poleg tega pa je bil tudi profesor na New England Complex Systems Institute. Leta 2005 je prejel Nobelovo nagrado za ekonomske znanosti (skupaj z Robertom Aumannom) za "izboljšanje našega razumevanja konfliktov in sodelovanja z analizo teorije iger”

## Življenje

### Mladost
Schelling se je rodil v mestu Oakland v Kaliforniji. Obiskoval je San Diego High, študij pa nadaljeval na Univerzi v Kaliforniji (Berkeley), kjer je leta 1944 diplomiral iz ekonomije. Svoj doktorat iz ekonomije je prejel leta 1951 na Univerzi Harvard.

### Osebno življenje
Schelling je bil poročen z Corinne Tigay Saposs 44 let, med letoma 1947 in 1991, in je imel z njo štiri sinove. Po ločitvi s Corinne, leta 1991, se je poročil z Alice M. Coleman. Ta je imela dva sinova iz prejšnjega zakona, za katera pa je skrbel tudi Schelling. 
13. decembra 2016 je umrl v Bethesdi, v zvezni državi Maryland, zaradi zapletov po zlomu kolka, v devetinpetdesetem letu starosti.
Schellingova družina je na dražbi prodala Thomasovo Nobelovo nagrado, za katero je dobila 187.000 dolarjev. Ta denar  so nato podarili Južnemu centru za revščino (Southern Poverty Law Center), neprofitni organizaciji, ki se bori proti sovraštvu in nepoštenosti ter zagovarja civilne pravice skozi sodne postopke.

### Kariera
Schelling je, v sodelovanju z Belo hišo in izvršnim uradom ameriškega predsednika, delal v skladu z Marshallovim načrtom v Evropi od leta 1948 do leta 1953. V tistem času je napisal večino svoje disertacije o nacionalnem dohodkovnem vedenju. Za vlado Združenih držav Amerike je prenehal delati leta 1953, da se je lahko pridružil ekonomski fakulteti Univerze Yale. Tri leta pozneje (leta 1956) se je pridružil neprofitni organizaciji in raziskovalnem inštitutu RAND Corporation. Tam je bil sprva pomočnik, leto pozneje pa se je tam stalno zaposlil kot raziskovalec. 
Leta 1958 je bil imenovan za profesorja ekonomije na Harvardu, istega leta pa je pomagal ustanoviti Center za mednarodne zadeve (Center for International Affairs), ki je bil kasneje preimenovan v Center za mednarodne zadeve Weatherhead (Weatherhead Center for International Affairs). Harvardovi šoli vlade John F. Kennedy (John F. Kennedy School of Government) se je pridružil leta 1969, kjer je bil profesor politične ekonomije (zaposlen kot Lucius N. Littauer Professor of Political Economy). Schelling je bil eden izmed "očetov ustanoviteljev” moderne šole Kennedy, saj je pomagal pri preureditvi učnega načrta, s težnjo po preusmeritvi poudarkov od upravljanja proti vodstvu. Ko je leta 1990 zapustil Harvard se je Thomas pridružil dvema oddelkoma Univerze v Marylandu (School of Public Policy in Department of Economics). Leto pozneje mu je bilo ponudeno predsedstvo Ameriškega gospodarskega združenja (American Economic Association), ki ga je sprejel. Sprejel pa je tudi predsedstvo Vzhodnega gospodarskega združenja (Eastern Economic Association), in sicer leta 1995.
Med leti 1994 in 1999 je Schelling opravljal raziskave na Mednarodnem inštitutu za uporabno sistemsko analizo (IIASA) v avstrijskem mestu Laxenburg. Svojo stalno zaposlitev na inštitutu RAND Corporation je končal leta 2002 in tam zopet postal pomočnik.
Prejel je tri častne doktorate. Prvega je prejel leta 2003 na rotterdamski univerzi Erasmus (Erasmus University Rotterdam), drugega pa leta 2009 na Univerzi Yale. Leto pozneje je na RAND Graduate School of Public Analysis prejel tretji častni doktorat, isto leto pa je prejel tudi častno diplomo Univerze v Manchestru. 
Že leta 1977, mu je bilo podeljeno Frank E. Seidman priznanje iz politične ekonomije, leta 1993 pa mu je bila, s strani Nacionalne akademije znanosti, podeljena Nagrada za raziskave vedenja, ki se nanašajo na preprečevanje jedrske vojne (Award for Behavior Research Relevant to the Prevention of Nuclear War). Nobelovo nagrado v gospodarskih znanjih (Nobel Memorial Prize in Economic Sciences) je leta 2005 prejel, skupaj z Robertom Aumannom, za izboljšanje našega razumevanja konfliktov in sodelovanja skozi analizo teorije iger. 

## DELA

### Arms and Influence
Knjiga Arms and Influence je bila objavljena 1966. Vsebuje Schellingove teorije o vojni in se nadaljuje z idejami knjige Strategije konflikta (Strategy of Conflict) in pomembno prispeva k naraščajoči literaturi o sodobni vojni in diplomaciji. V knjigi je zapisal ugotovitev, da jedrsko orožje spreminja svet. 

#### Prisila
Schelling ugotavlja, da je za večinoma v zgodovini (ali vsaj v nedavni zgodovini) bil predpogoj za nekakšno vojaško zmago uspešna prisila. Ena država ni mogla ogroziti tekmeca, razen če bi lahko s tem premagala nasprotnika. Toda jedrsko orožje je to načelo zavrnilo, saj lahko ena država povzroči neizmerno škodo, čeprav izgubi vojno. Z zorenjem jedrskega orožja je postala prisila bistvo mednarodne politike, da bi se izognila vojni. Postala je veliko bolj dragocena in veliko večja grožnja, kot izkoriščanje vojaške moči.

#### Zaveza
Uspeh takšne prisile je odvisen od njene nepredvidljivosti: sovražnik mora verjeti nevarnost bolečine. Zato je za napadalce pomembno da svoje grožnje zares uresničijo (drugače ne bo imela učinka) , kakršne zaveze pa je težko ustvariti. Schellingov vpogled v zavezanost je spet produkt jedrske dobe. Za primer postavi dva tovornjaka, ki bi se lahko soočila s katastrofo, če se na hitro zaletita na avtocesti. V primerjavi z narodi pa ti lahko, tudi če začnejo vojno, teoretično končajo vse, preden povzročijo preveč škode. Jedrsko orožje spreminja to možnost, saj je katastrofa povzročena v trenutku. Namesto da bi škoda nastajala dalj časa, se jedrske države soočajo s takojšnjimi in nevzdržnimi stroški. Idealna strategija je torej, da se država popolnoma zavezuje, k ukrepanju, če sovražnik krši posebno mejo ali načelo. Schelling trdi da je v primeru jedrskega orožja je najboljša strategija za Ameriko, da dokončno zavrne začetek jedrske apokalipse, če Sovjetska zveza ne uspe izpolnjevati vseh svojih zahtev. Problem s to strategijo je seveda taka obveznost nemogoče.

#### Brinkmanship
Posledično avtor nato v svoje razmišljanje vpelje strategijo »Brinkmanship«, s katero bi Američani prepričali Sovjetsko zvezo, da bodo napravili korak, ki ga nikoli ne mislijo napraviti. Strategija je praksa, ko poskušajo doseči ugoden izid tako, da nevarne dogodke pritisnejo na rob aktivnega konflikta in s tem pripravijo nasprotnika, da odstopijo. To se lahko doseže z diplomatskimi manevri, tako da ustvarijo vtis, da so pripravljeni uporabiti ekstremne metode. V hladni vojni je bila tako v ta namen velikokrat uporabljena grožnja z jedrsko bombo.

#### Micromotives and Macrobehavior
Knjiga Micromotives and Macrobehavior je izšla leta 1977. Od njegovih prejšnjih del se zelo razlikuje, saj nima povezave z vojnami. V tem delu se bolj posveti sami družbi in kako ta deluje. V osmih poglavjih z različnimi primeri iz vsakdanjega življenja razmišlja o različnih aspektih kot so ekonomija, družina, segregacija in integracija, obnašanje in drugo. 

#### Prostorska porazdelitev
Schelling začne svojo pripoved s situacijo, ki jo je vsakdo že srečal. Ko ljudje vstopijo v predavalnico za pomembno predavanje, izberejo različne lokacije, na katerih bodo sedeli. Na prvi pogled bi prišli do zaključka, da so izbire naključne. Če situacijo preučujemo globlje, Schelling predstavi bralcu, ugotovimo kako se izbira sedežev dejansko večinoma izračuna. Mnogi ljudje ne bodo izbrali prve vrste – morda zaradi študentskih let. To pomeni, da se eden izmed obiskovalcev zardi psihe ne bo usedel v prvo vrsto, kjer bi ga "učitelj" zagotovo poklical k sebi. Ker se nekaj ljudi zato usede zadaj, se tam začne nabirati večino novih prišlekov, prve vrste pa zato ostajajo prazne. To je posledica tega, da nihče ne želi biti sam, saj se tako počuti veliko bolj izpostavljen. Kljub vsemu pa na zadnje ne bodo vsi zadovoljni s svojimi izbirami, ampak bo za to že prepozno, saj bodo ostali sedeži že zasedeni. Temu pravi prostorska porazdelitev. 

#### Segregacija
Eden od najbolj znanih delov Schellingove knjige je njegova razprava o integraciji / segregaciji in priseljenski pojavi, ki spadajo v kategorijo načina obnašanja. Predstavi razloge, ki presegajo diskriminacijo, kar po navadi okrivimo za takšno oddaljevanje med pripadniki različnih skupin. Sprva je skupnost homogena v etnični pripadnosti. Najmočnejši primer v Ameriki bi bil primer poseljene soseske, ki začne počasi prevzeti nove sosede različnih narodnosti (sprva so tam živeli samo pripadniki bele rase nato pa so začeli prihajati pripadniki drugih ras-večinoma temnopolti). Ker se je nastajajoči vzorec povečal in vzdržal, se nekateri prvotni sosedje (pripadniki bele rase) začeli počutiti neprijetno in se posledično začeli premikati. Ker se njihovo število v prvotni soseščini zmanjšuje, se več članov druge etnične skupine, ki se tudi počutijo udobno z drugimi iz svoje etnične pripadnosti, pri tem priseljuje. Ta proces končno napove sosesko od tistega, kar je nekoč veljalo za skupnost belcev, do tiste, ki je pretežno skupnost temnopoltih. Seveda pa so ljudje ločeni tudi na druge načine - po spolu, starosti, dohodku, jeziku, veroizpovedi, rasi in drugih elementih. Nekatera segregacija je namerna in srednja, druga pa po okoliščinah in izbiri. Kljub vsemu se Schelling največkrat vrača k primerom temnopoltih in belcev. Tu je še nekaj primerov:  če so temnopolti izključeni iz bele cerkve ali obratno, je to lahko vzajemno obnašanje. Prav tako lahko cerkveni bilten oglašuje sobo za najem. Temnopolta oseba se lahko počuti bolj udobno, če je ta oglas iz organizacije, ki jo vodijo temnopolti. Enako velja za pripadnika bele rase.

### Strategija konflikta
Strategija konflikta, ki jo je Schelling objavil leta 1960, je bila pionirska študija o pogajanjih in strateškem vedenju, kar Schelling navaja kot »konfliktno vedenje«. The Times Literary Supplement ga je leta 199 navedel kot eno najbolj vplivnih knjig od leta 1945. V tej knjigi je predstavil koncepte, kot so osrednja točka in verodostojna zaveza. Naslovi poglavij vključujejo »Preusmeritev teorije iger«, »Naključje obljub in groženj« in »Nepričakovan napad: študija medsebojnega nezaupanja.« 
Strateški pogled na konflikte, ki ga Schelling spodbuja v tem delu, je tako »racionalen« kot »uspešen«. Kljub temu ne more temeljiti le na inteligenci, temveč mora obravnavati tudi »prednosti«, povezane s potekom dejanja; kljub temu je tudi pridobljene koristi potrebno trdno določiti v sistemu vrednosti, ki je tako »ekspliciten« kot »dosleden«. 
Tudi konflikt ima poseben pomen. Pri Schellingovem pristopu ni več dovolj, da premagaš svojega nasprotnika. Namesto tega je treba izkoristiti priložnosti za sodelovanje. Teh je v večini primerov veliko. Priložnosti v tako imenovanem »čistem konfliktu« so redke, in pri teh si bodo interesi udeležencev nesmiselno nasprotovali. Za ponazoritev tega pojava uporablja primer »vojne popolnega iztrebljanja«. 
Sodelovanje ima lahko, če je na voljo, veliko oblik in tako potencialno lahko vklučuje vse od »odvračanja, omejene vojne in razorožitve« do »pogajanj«. Dejansko je s temi dejavnostmi udeležencem prepuščeno manj konfliktov in situacija postane še bolj »pogajalska«. Sama pogajanja se najbolje obravnavajo v smislu ukrepov drugega udeleženca, saj so vse koristi lahko močno odvisne od odločitev nasprotnika. 
Komunikacija med strankami pa je popolnoma druga stvar. Verbalna ali pisna komunikacija velja za »eksplicitno« in vključuje dejavnosti, kot je na primer »nudenje koncesij«. Kaj se zgodi, če ta vrsta komunikacije postane nemogoča ali neverjetna? Tu postanejo pomembni »tihi manevri«. Pomislite na to kot na komunikacijo, ki temelji na dejanjih. Schelling kot primer navaja okupacijo ali evakuacijo strateškega ozemlja. 
V članku o Schellingovi Nobelovi nagradi za ekonomijo Michael Kinsley, eden izmed Schellingovih nekdanjih učencev, njegovo preusmeritev teorije iger povzema takole: »Stojiš na robu pečine, tvoj gleženj je priklenjen na gleženj nekoga drugega. Izpuščen boš, in eden izmed vaju bo dobil veliko nagrado, ko se drugi vda. Kako prepričaš drugega v to, da se vda, če je edino sredstvo, ki ti je na voljo, da mu groziš, da ga boš porinil s pečine, to pa bi za oba pomenilo pogubo? Odgovor je, da začneš plesati, pri tem pa se vedno bolj bližaš robu. Tako ti drugega ni treba prepričevati, da si pripravljen narediti nekaj popolno neracionalnega: skočiti s pečine in ga potegniti s seboj. Samo moraš ga prepričati, da si pripravljen tvegati več, pripravljen tvegati, da po nesreči stopiš čez rob. Če ti to uspe, si zmagal.«